# Nidzica
Nidzica (Duits: Neidenburg) is een stad in het Poolse woiwodschap Ermland-Mazurië, gelegen in de powiat Nidzicki. De oppervlakte bedraagt 6,86 km², het inwonertal 14.798 (2005).

## Geschiedenis
Neidenburg werd al vroeg in de 13de eeuw als bevestiging van de Duitse Orde gebouwd in de landstreek ‘Sassen’, bewoond door Pruzzen. Pas in 1360 legde de Orde een burcht aan en daarmee in verband werd in 1381 een stad gesticht. De bewoners kwamen uit Midden-Duitsland. Burcht en stad lagen aan de grens met Polen en werden door troepen van over de grens vaak aangevallen. Toen de stad zich aansloot bij de stedenopstand tegen de Orde moest ze Poolse troepen binnen laten in 1454. In de Tweede Vrede van Thorn bleef de stad sinds 1466 toch onder het gezag van de Duitse Orde. Nadat deze geseculariseerd werd, in 1525, ging ook Neidenburg over tot het lutherse geloof. De stad werd tot een bastion uitgebouwd tegen Polen en kon ook  de Tatareninval van 1656 keren maar niet de pestepidemie die er het gevolg van was. De helft van de bevolking stierf daaraan. In de Zevenjarige Oorlog werd de stad enkele jaren na 1758 door de Russen bezet. In 1806 volgde Napoleon met een bezetting; hij liet zijn troepen onderhouden door de stad die voor de gemaakte kosten decennia lang leningschulden moest afbetalen. Dit bracht geen economische ontwikkeling teweeg en de bevolking groeide dan ook amper; zij kwam eeuwenlang, tot 1850, niet boven de 2000 inwoners uit. Bestuursinstellingen, zoals gerecht en gevangenis, maar vooral aansluiting op het spoor, sinds 1887, deden dat in bescheiden mate wel. De bevolking verdubbelde tot 1910 toen er ruim 4000 inwoners geteld werden. In 1914 openden de Russen de Eerste Wereldoorlog met een inval in Oost-Pruisen en zij brandden een deel van de stad (en tal van andere steden in Oost-Pruisen) af, maar werden na de Slag van Tannenberg, die zich dichtbij afspeelde, weer het land uitgedreven. Deze oorlog verloor Duitsland uiteindelijk en de geallieerden wilden een nieuwe grens bepalen met het heropgerichte Polen, toen dat claimde dat alle Poolstaligen onder zijn gezag zouden behoren. En een deel van de bevolking van Neidenburg en overigens van de landstreek Mazurië was dan weliswaar Poolstalig, maar als lutheranen 
Duitsgezind. Een volksstemming moest beslissen of Masuren bij Polen gevoegd zou worden. Slechts twintig bewoners van Neidenburg, minder dan een procent, gaven bij de volksstemming in 1920 te kennen voor aansluiting bij Polen te zijn. De stad werd met hulp van de ‘zusterstad’ Keulen modern heropgebouwd en groeide door naar 9000 inwoners aan de vooravond van de Tweede Wereldoorlog.
In januari 1945 kwamen Russische troepen de stad binnen en zij staken haar in brand. De bevolking vluchtte, werd deels achterhaald en moest terug maar werd uiteindelijk, op 6000 als tweetalig gekwalificeerde Mazoeriërs na, opnieuw verdreven (zie Verdrijving van Duitsers na de Tweede Wereldoorlog). Nieuwe Poolse bewoners vestigden er zich, en zij vormden al snel een meerderheid. Neidenburg werd Nidbork, de benaming die de Mazoeriërs uit de omgeving haar gaven, maar deze deed toch te veel aan het Duits denken en daarom werd het uiteindelijk Nidzica. Na de oorlog groeide de stad als plattelandscentrum verder door naar 25 000 inwoners.

## Geboren in Neidenburg-Nidzica
- Ferdinand Gregorovius, (1821-1891), historicus van de klassieke en byzantijnse oudheid en de renaissance, criticus van het Pruisisch autoritarisme, pleitbezorger van de Mazoeriërs, mocht daarom zijn monumentale gedenkteken na 1945 behouden
- Bethel Henry Strousberg (1823–1884), spoorwegondernemer en -bouwer in Duitsland
- Annemarie Ladewig (1919-1945), kunstenares, sloot zich aan bij het verzet tegen het nationaalsocialisme, werd gepakt en veroordeeld tot de strop in januari 1945
- Rita Kuczynski (*1944), filosofe, studeerde in de Sovjet-Unie en in de DDR, was daarna werkzaam in de Verenigde Staten en Chili.
- Heinz Koriath (* 1952), hoogleraar strafrecht aan de universiteit van Saarbrücken.

## Verkeer en vervoer
- Station Nidzica